# Luther Adler
Luther Adler (4 de maig del 1903 - 8 de desembre del 1984) fou un actor estatunidenc, conegut sobretot pel seu treball al teatre, tot i que també actuà per la televisió i el cinema. Així mateix, dirigí obres teatrals a Broadway.

## Biografia
El seu vertader nom era Lutha Adler, i va néixer a Nova York. Els seus pares eren els actors Sara i Jacob P. Adler, d'origen rus i jueu. Tenia cinc germans, que també treballaren al teatre i, d'ells, la seva germana Stella Adler es feu famosa com a actriu i professora de teatre.
Adler debutà com a actor a Broadway el 1921 i actuà en diverses produccions abans d'unir-se al The Group Theatre de Nova York el 1931. Va treballar juntament amb Katharine Cornell a Alien Corn (1933), juntament amb la seva germana Stella a Gold Eagle Guy (1934), Awake and Sing! i Paradise Lost (ambdues el 1935), i juntament amb Frances Farmer a Golden Boy (1937). També actuà al musical antibèl·lic Johnny Johnson (1936). A principis dels anys quaranta dirigí la seva primera producció: They Should Have Stood in Bed, que només va mantenir onze representacions. El seu següent treball com a director: A Flag is Born aconseguí 120 representacions el 1946 i entre el seu repartiment comptava amb el jove Marlon Brando en un dels papers principals.
A partir del 1937 Adler només actuà pel cinema, encara que mai fos la seva prioritat. Entre els seus títols figuren D.O.A. (1950) M (1951), Sang calenta (1956), Voyage of the Damned (1976) i Manca de malícia (1981). També treballà amb freqüència a la televisió, en sèries com General Electric Theater, Kraft Television Theater, Robert Montgomery Presents, The Twilight Zone, Els Intocables, Ben Casey, 77 Sunset Strip, Mission: Impossible, Hawaii Five-O i Els carrers de San Francisco.
Adler estigué casat amb l'actriu Sylvia Sidney des del 1938 fins al 1947. Varen tenir un fill: Jacob.
Va morir a Kutztown, Pennsilvània, i fou enterrat al cementiri Mount Carmel, a Glendale, Nova York.

## Filmografia

### Com a actor
- Lancer Spy (1937) ... Schratt
- Cornered (1945) ... Marcel Jarnac
- Saigon (1948) ... Tinent Keon
- Els amors de Carmen (The Loves of Carmen) (1948) ... Dancaire
- Wake of the Red Witch (1948) ... Mayrant Ruysdaal Sidneye
- House of Strangers (1949) ... Joe Monetti
- Under My Skin (1950) ... Louis Bork
- D.O.A. (1950) ... Majak
- Kiss Tomorrow Goodbye (1950) ... Keith 'Cherokee' Mandon
- South Sea Sinner (1950) ... Cognac
- Somerset Maugham TV Theatre (1951) (Sèrie TV)
- Faith Baldwin Romance Theatre (1951) (Sèrie TV)
- M (1951) ... Dan Langley
- The Magic Face (1951) ... Rudi Janus/Adolf Hitler
- The Desert Fox: The Story of Rommel (1951) ... Adolf Hitler
- Hoodlum Empire (1952) ... Nick Mansani
- The Tall Texan (1953) ... John Tinnen
- The Mask (1954) (Sèrie TV)
- The Motorola Television Hour (1954) (Sèrie TV) ... General Fox
- The Miami Story (1954) ... Tony Brill
- Center Stage (1954) (Sèrie TV) ... Jubal Banks
- The United States Steel Hour (1954) (Sèrie TV) (1954, 1956) ... Judge Brock (1954), Sidney West (1956)
- Studio One (1954) (Sèrie TV) (1954, 1956) ... Joe Rundle
- General Electric Theater (1954) (Sèrie TV) (1954–1955) ... Warner Johnson
- Kraft Television Theatre (1955) (Sèrie TV)
- Crashout (1955) ... Pete Mendoza
- Robert Montgomery Presents (1955) (Sèrie TV)
- The Girl in the Red Velvet Swing (1955) ... Delphin Delmas
- Crossroads (1955) (Sèrie TV)
- Sang calenta (1956) ... Marco Torino
- Playhouse 90 (1958) (Sèrie TV) (1958–1959) ... Garvin (1958), Molotov (1958), Irving Werner (1959)
- The Last Angry Man (1959) ... Dr. Max Vogel
- A Month in the Country (1959) (TV) ... Ignaty Illyich Shpichelsky
- Play of the Week (1959) (Sèrie TV) ... Ignaty Illyich
- Westinghouse Desilu Playhouse (1960) (Sèrie TV) ... Sal Raimondi
- The Twilight Zone (1960) (Sèrie TV) ... Arthur Castle (episode "The Man in the Bottle")
- The Untouchables (1960) (Sèrie TV) (1960–1962) ... Gus Marco (1960), Emile Bouchard (1961), Charlie Zenko (1962)
- Naked City (1960) (Sèrie TV) (1960–1962) ... Sean Wicklow (1960), Willard Manson (1961), Henri Tourelle (1961), Mr. Kovar (1962)
- The Islanders (1961) (Sèrie TV) ... Frank Fellino
- The DuPont Show of the Month (1961) (Sèrie TV)
- Straightaway (1961) (Sèrie TV)
- Target: The Corruptors (1961) (Sèrie TV) (1961–1962) ... Victor Cobalt (1961), Jonathan (1962)
- Ben Casey (1961) (Sèrie TV) (1961, 1963) ... Dr. Michael Waldman (1961), Dr. Bowersox (1963)
- Route 66 (1962) (Sèrie TV) ... Harry Wender
- 77 Sunset Strip (1963) (Sèrie TV) ... Thomas Allen
- The Three Sisters (1966/I) ... Chebutykin
- L'ombra d'un gegant (Cast a Giant Shadow) (1966) ... Jacob Zion
- The Sunshine Patriot (1968) (TV) ... Imre Hyneck
- The Brotherhood (1968) ... Dominick Bertolo
- Mission: Impossible (1970) (Sèrie TV) ... Leo Vorka
- The Name of the Game (1970) (Sèrie TV) ... Marc Osborne
- The Psychiatrist: God Bless the Children (1970) (TV) ... Dr. Bernard Altman
- The Psychiatrist (1971) (Sèrie TV) ... Dr. Bernard Altman
- Hawaii Five-O (1972) (Sèrie TV) (1972, 1974) ... Dominick Vashon (1972), Charles Ogden (1974)
- Search (1973) (Sèrie TV) ... Vollmar
- Chelsea D.H.O. (1973) (TV) ... Dr. Levine, M.E.
- Hec Ramsey (1973) (Sèrie TV) ... Victor Bordon
- Crazy Joe (1974) ... Falco
- The Streets of San Francisco (1974) (Sèrie TV) ... Victor
- The Man in the Glass Booth (1975) ... Jutge
- Murph the Surf (1975) ... Max 'The Eye'
- Mean Johnny Barrows (1976)
- Voyage of the Damned (1976) ... Prof. Weiler
- Sense malícia (Absence of Malice) (1981) ... Oncle Santos Malderone

### Com ell mateix
The Making of 'Absence of Malice (1982) (TV)